# 1745
Năm 1745 (số La Mã: MDCCXLV) là một năm thường bắt đầu vào thứ Sáu trong lịch Gregory (hoặc một năm thường bắt đầu vào thứ ba của lịch Julius chậm hơn 11 ngày).

## Sự kiện
- Ngày Giáng sinh: Cuộc Chiến tranh Silesia lần thứ hai kết thúc: nhà vua nước Phổ Friedrich II Đại Đế toàn thắng.

## Sinh
- 2 tháng 2 - Hannah, nhà tôn giáo, nhà văn lãng mạn và nhà từ thiện Anh (m.1833)
- 18 tháng 2 - Alessandro Volta, nhà vật lý học Ý (m.1827)
- 20 tháng 2 - Henry James Pye, nhà thơ người Anh (m.1813)
- 4 Tháng 3 - Charles Dibdin, nhà soạn nhạc người Anh (m.1814)
- 4 Tháng 3 - Kazimierz Pulaski, Chiến tranh Cách mạng Mỹ (m.1779)
- 10 tháng 3 - John Gunby, Maryland người lính trong Chiến tranh Cách mạng Mỹ (m.1807)
- 6 tháng 4 - Thomas Peters, người Hà Lan (m.1857)
- 13 tháng 7 - Robert Calder, sĩ quan hải quân người Anh, (m.1818)
- 20 tháng 8 - Francis Asbury, American Methodist giám mục (m.1816)
- 16 tháng 9 - Mikhail Illarionovich Kutuzov, người Nga (m.1813)
- 23 tháng 11 - John Treadwell, Thống đốc Connecticut thứ 4 (m.1823)
- 15 tháng 12 - Johann Gottfried Koehler, nhà thiên văn học Đức (m.1801)

### Không rõ ngày
- Danwon, họa sĩ Hàn Quốc (m.1806)
- Hồng Hy Quan, người đã phát triển môn võ Hổ hình quyền

## Mất
25 tháng 2: Tuệ Hiền Hoàng Quý phi Cao Giai thị